# Antídot
|  | Per a altres significats, vegeu «Antídot (desambiguació)». |

Un antídot (del grec ἀντίδοτος, antídotos 'donat en contra') és una substància amb la qual es pot contrarestar l'efecte d'un verí.
Els antídots per a determinades toxines es manufacturen tot injectant la toxina dins un animal en petites dosis i extraient-ne els anticossos que es formen de la sang de l'animal hoste. Així en resulta un antiverí que pot ser usat per contrarestar el verí produït per determinades espècies de serps, aranyes, i altres verins animals. Una part dels verins no tenen un antiverí viable i la mossegada o picada d'un d'aquests animals pot ser mortal. Alguns verins animals, particularment els produïts per artròpodes només són potencialment letals en cas de produir-se reaccions al·lèrgiques i indueixen a un xoc anafilàctic; en aquests casos no hi pot haver un "antídot" per aquests verins que causen al·lèrgia sinó que es fan tractaments amb epinefrina), per exemple.
Hi ha toxines sense antídot conegut com per exemple contra la ricina.
Els verins ingerits sovint es tracten amb l'administració oral de carbó activat, el qual absorbeix el verí i el treu del tracte digestiu.

## Antídots
Segons la Guia de la Generalitat de Catalunya
| Antídot                             | Indicació | Referència ràpida |
| ----------------------------------- | --- | ----------------- |
| Acetilcisteïna                      | Intoxicació per paracetamol | pàg. 13           |
| Àcid ascòrbic (vitamina C)          | Metahemoglobinèmia en pacients amb dèficit de G-6PDH Intoxicació per crom (NIFT)                                                           | pàg. 14           |
| Àcid folínic (leucovorin càlcic)    | Intoxicació per metanol (NIFT) | pàg. 15           |
| Anticossos antidigoxina             | Intoxicació per digoxina | pàg. 16           |
| Atropina sulfat                     | Insecticides organofosforats i carbamats                                                                                                   | pàg. 17           |
| Biperidèn                           | Símptomes extrapiramidals aguts per neurolèptics, antiemètics, butirofenones i antihistamínics                                             | pàg. 19           |
| Blau de metilè                      | Intoxicació per substàncies que provoquen metahemoglobinèmia                                                                               | pàg. 20           |
| Carnitina                           | Intoxicació per valproic (NIFT) | pàg. 21           |
| Dantrolè                            | Hipertèrmia maligna | pàg. 22           |
| Deferoxamina                        | Intoxicació per ferro | pàg. 23           |
| Dimercaprol (BAL)                   | Sals inorgàniques d'arsènic, or, mercuri, antimoni, bismut, níquel i plom                                                                  | pàg. 24           |
| EDTA (àcid etilendiamonotetracètic) | Intoxicació per plom | pàg. 25           |
| Emulsió lipídica IV (ELI)           | Intoxicacions greus per fàrmacs molt liposolubles que no responen al tractament convencional                                               | pàg. 26           |
| Etanol (alcohol absolut)            | Intoxicació per metanol Intoxicació per etilenglicol                                                                                       | pàg. 27           |
| Fisostigmina                        | Substàncies amb acció anticolinèrgica que cursen amb deliri i/o agitació moderada-greu Alcaloides de Datura stramonium i Atropa belladonna | pàg. 28           |
| Fitomenadiona (vitamina K)          | Intoxicació per anticoagulants cumarínics: warfarina i acenocumarol Intoxicació per rodenticides                                           | pàg. 29           |
| Flumazenil                          | Intoxicació per benzodiazepines | pàg. 30           |
| Fomepizole                          | Intoxicació per metanol Intoxicació per etilenglicol                                                                                       | pàg. 31           |
| Glucagó                             | Blocador ß, antagonista del calci i la insulina (NIFT)                                                                                     | pàg. 32           |
| Gluconat càlcic IV                  | Tractament de la intoxicació per àcid oxàlic, magnesi, fluorurs i antagonistes del calci Picada de viuda negra (NIFT)                      | pàg. 33           |
| Glucosa hipertònica                 | Intoxicacions que provoquen hipoglucèmia: insulina, antidiabètics orals, alcohol etílic (infreqüent), coma d'origen desconegut             | pàg. 34           |
| Hidrogencarbonat de sodi            | Intoxicació per antidepressius tricíclics                                                                                                  | pàg. 18           |
| Hidroxocobalamina (vitamina B12a)   | Intoxicació per cianur Intoxicació per fum d'incendi amb sospita d'inhalació de cianhídric                                                 | pàg. 35           |
| Idarucizumab                        | Reversió dels efectes de dabigatran | pàg. 36           |
| Magnesi sulfat IV                   | Hipomagnesèmia per fluor i bari Fàrmacs causants de torsade de pointes                                                                     | pàg. 37           |
| Naloxona                            | Intoxicació per opiacis | pàg. 38           |
| Neostigmina (prostigmina)           | Intoxicació per curaritzants Intoxicació per blocadors neuromusculars no despolaritzants                                                   | pàg. 39           |
| d-Penicilamina                      | Intoxicació per metalls pesants (plom, arsènic, mercuri, coure)                                                                            | pàg. 40           |
| Penicil·lina G sòdica               | Intoxicació per Amanita phalloides i altres bolets hepatotòxics                                                                            | pàg. 41           |
| Piridoxina (vitamina B6)            | Intoxicació per isoniazida, etilenglicol Intoxicació per bolets (Gyromitra esculenta, Amanita muscaria) (NIFT)                             | pàg. 42           |
| Pralidoxima (PAM)                   | Insecticides organofosforats i carbamats                                                                                                   | pàg. 43           |
| Protamina sulfat                    | Intoxicació per heparina | pàg. 44           |
| Sèrum antibotulínic                 | Botulisme | pàg. 45           |
| Sèrum antiofídic                    | Mossegades d'escurçons amb enverinament de grau II o III                                                                                   | pàg. 46           |
| Silibinina                          | Intoxicació per Amanita phalloides i altres bolets hepatotòxics                                                                            | pàg. 47           |

NIFT: ús no inclòs en la fitxa tècnica